# Max van Weezel

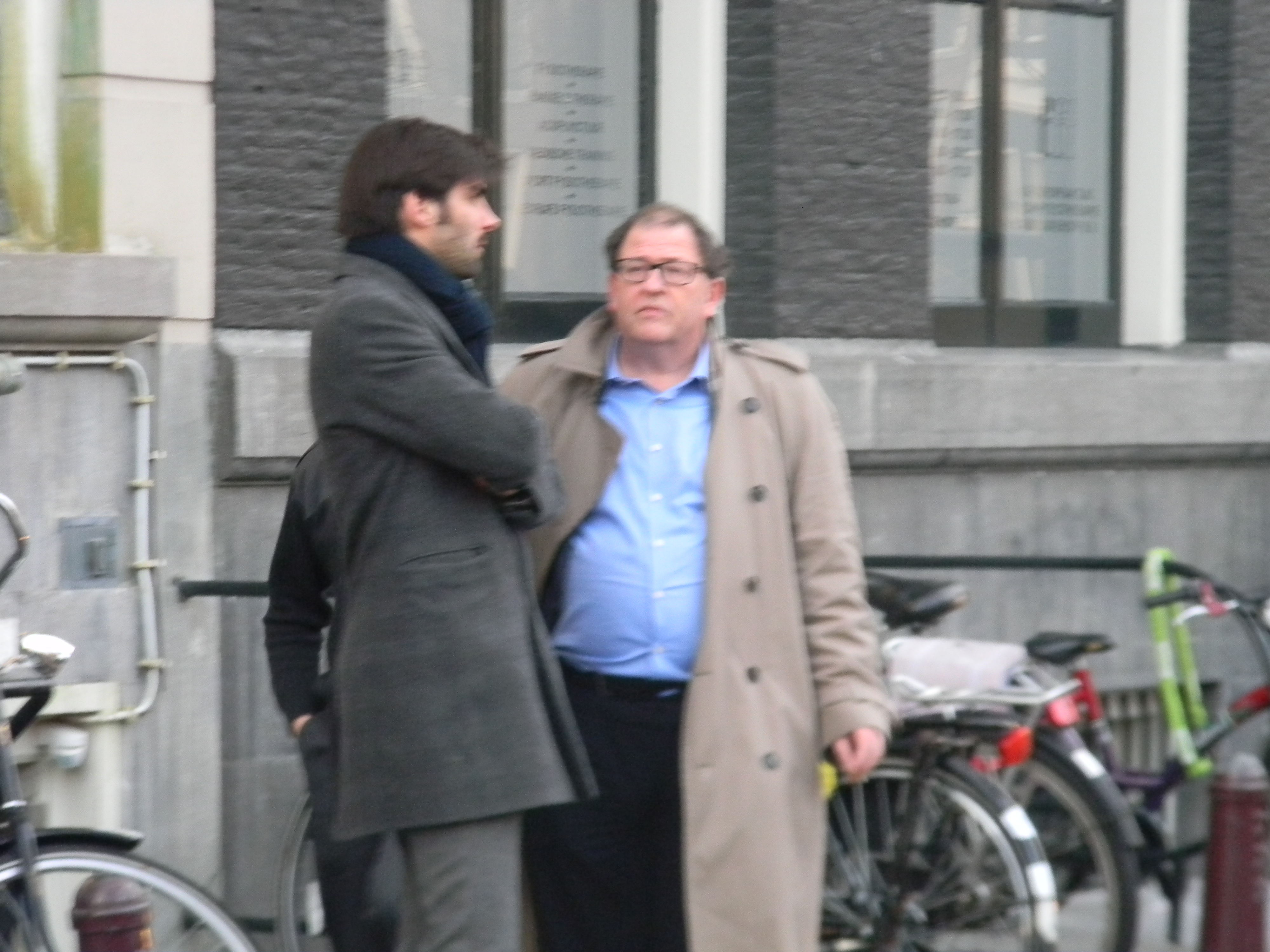
Thijs Niemantsverdriet en Max van Weezel in 2012

Max Hans van Weezel (Amsterdam,  9 juli 1951 – aldaar, 11 april 2019) was een Nederlands journalist en politicoloog. In zijn meest recente functie was hij politiek commentator bij Vrij Nederland.

## Biografie

### Jonge jaren
Van Weezel was een van de twee zoons van Carry Blitz en Richard van Weezel. Hij deed in 1969 eindexamen op het Stedelijk Gymnasium Leiden en studeerde politieke en sociale wetenschappen aan de Universiteit van Amsterdam. Van Weezel was actief in de ASVA, de Algemene Studentenvereniging Amsterdam, onder andere als secretaris onderwijs. 

### Als journalist
Tussen 1972 en 1976 was hij lid van de CPN. Samen met zijn vrouw, de journaliste Anet Bleich, schreef hij het boek Ga dan zelf naar Siberië! (1978).
In 1976 begon hij als journalist bij Vrij Nederland. Hij schreef eerst de roddelrubriek 'Het Wereldje'. In 1981 werd hij daar politiek redacteur. Hij bleef dat tot 1998; toen werd hij chef opiniepagina van dit weekblad. In 2000 werd hij adjunct-hoofdredacteur van Vrij Nederland. In 2004 werd hij vast politiek commentator bij dit weekblad. Daarnaast was hij van 2007 tot 2011 voorzitter van het Internationaal Perscentrum Nieuwspoort. Hij won tweemaal de Anne Vondelingprijs, in 1983 met Joop van Tijn en in 1994 met Leonard Ornstein. In maart 2019 ontving Van Weezel voor zijn uitzonderlijke bijdrage aan de Amsterdamse en de Nederlandse politieke journalistiek de Frans Banninck Cocqpenning van de gemeente Amsterdam.
Sinds 1995 was Van Weezel presentator van het Radio 1-programma Met het Oog op Morgen, dat hij op 16 maart 2019 voor het laatst presenteerde. Ook presenteerde hij Argos en Bureau Buitenland. Eerder presenteerde hij bij de VARA de radioprogramma's Spijkers met koppen met Jack Spijkerman en In de Rooie Haan, bij de VPRO Het Gebouw en bij de NOS het journaal op Radio 1. Verder deed hij regelmatig tv-interviews op de zender Het Gesprek. Van februari 2017 tot 22 maart 2019 maakte hij met Joost Vullings de wekelijkse podcast De Stemming van Vullings en Van Weezel waarvan 61 afleveringen zijn gemaakt.

## Privéleven
Van Weezel had een Joodse achtergrond. Hij was getrouwd met journaliste Anet Bleich, met wie hij een dochter, Natascha van Weezel, had; zij is filmmaakster en schrijfster.
Eind december 2018 maakte Van Weezel bekend dat hij ongeneeslijk ziek was en nog maar een paar maanden te leven had. Op 11 april 2019 maakte zijn echtgenote zijn overlijden bekend.

## Publicaties (selectie)
- Max van Weezel & Anet Bleich: Ga dan zelf naar Siberië! Linkse intellektuelen en de koude oorlog. Amsterdam, Socialistiese Uitgeverij, 1978. ISBN 9062220452
- Joop van Tijn en Max van Weezel: Inzake het kabinet Lubbers. Amsterdam, Sijthoff, 1986. ISBN 9021827778
- Max van Weezel en Leonard Ornstein: Frits Bolkestein. Portret van een liberale vrijbuiter. Amsterdam, Prometheus, 1999. ISBN 9053336729
- Max van Weezel en Leonard Ornstein: Op heilige grond: achter de schermen van het vredesproces in het Midden-Oosten. Amsterdam, Prometheus, 2001. ISBN 9044600117
- Max van Weezel en Michiel Zonneveld: De onttovering van Paars. Een geschiedenis van de kabinetten-Kok. Amsterdam, Van Gennep, 2002. ISBN 9055153273
- Margalith Kleijwegt en Max van Weezel: Het land van haat en nijd. Hoe Nederland radicaal veranderde. Amsterdam, Balans, 2006. ISBN 9050187633
- Thijs Broer en Max van Weezel: De geroepene. Het wonderlijke premierschap van Jan Peter Balkenende. Amsterdam, Balans, 2007. ISBN 9789050188500
- Max van Weezel: Haagse fluisteraars. Amsterdam, Balans, 2011. ISBN 9789460033513

## Over Max van Weezel
- Natascha van Weezel: Nooit meer Fanta. Het jaar dat mijn vader overleed. Amsterdam, Uitgeverij Balans, 2020. ISBN 9789463820813